# Борго-Вірджиліо
Борго-Вірджиліо, Борґофорте (італ. Borgo Virgilio) — муніципалітет в Італії, у регіоні Ломбардія, провінція Мантуя. Муніципалітет утворено 4 лютого 2014 року шляхом об'єднання муніципалітетів Боргофорте та Вірджиліо.
Борго-Вірджиліо розташоване на відстані близько 380 км на північ від Рима, 135 км на схід від Мілана, 14 км на південь від Мантуї.
Населення — 14 730 осіб (2014).

## Демографія
Населення за роками:

Станом на 1 січня 2023 року в муніципалітеті офіційно проживало 1978 іноземців з 66 країн, серед них 288 громадян країн Євросоюзу та 60 громадян України.

## Сусідні муніципалітети
- Баньоло-Сан-Віто
- Куртатоне
- Маркарія
- Моттеджана
- Сан-Бенедетто-По
- В'ядана
- Мантуя